# Маячковский сельский совет (Новосанжарский район)
Маячковский сельский совет (укр. Маячківська сільська рада) — входит в состав
Новосанжарского района
Полтавской области
Украины.
Административный центр сельского совета находится в 
с. Маячка.

## История
- 1924 — дата образования.

## Населённые пункты совета
- с. Маячка
- с. Губаревка
- с. Рекуновка